# 72丁目駅 (IRTブロードウェイ-7番街線)
72丁目駅（72ちょうめえき、英語: 72nd Street）は、ニューヨーク市地下鉄IRTブロードウェイ-7番街線の駅である。マンハッタン区アッパー・ウェスト・サイドのブロードウェイと西72丁目、アムステルダム・アベニューの交差点に位置し、1系統・2系統・3系統が終日停車する。

## 歴史
72丁目駅は1904年10月27日、マンハッタン本線（現在のIRTレキシントン・アベニュー線とIRTブロードウェイ-7番街線）のシティ・ホール駅 - 145丁目駅間が開通した際に開業した。開業当初の駅はIRTの基準に満たない構造で、ホームおよび階段が非常に狭くなっていた。当時は駅出入口が南側の駅舎（ブロードウェイと西72丁目、アムステルダム・アベニューの交差点南側、ブロードウェイとアムステルダム・アベニュー中間）の1箇所のみで、きっぷ売り場および改札口は駅舎内にあるが南北ホームで別々となっており、改札内で南北ホーム間を行き来することはできなかった。
ニューヨークシティ・トランジット・オーソリティは1950年代に当駅を急行停車駅から急行通過駅に変更することを検討していた。
2002年10月29日に大規模な改修工事が終了し、駅の北端、ブロードウェイと西72丁目、アムステルダム・アベニューの交差点北側、ブロードウェイとアムステルダム・アベニュー中間に新しい駅舎が作られ駅の出入口は2箇所となった。また、この新しい駅舎にはエレベーターが設置されており、当駅はADAに準拠する駅となったほか、新駅舎側改札口は改札内で南北ホームからの通路が合流しているため南北ホーム間を改札内で行き来できる駅となった。
1980年5月6日に開業当初の駅舎が、2004年9月17日に駅全体がアメリカ合衆国国家歴史登録財に指定された。

## 駅構造
| G          | 地上階                                     | 出入口 |
| M          | 改札階                                     | 改札口、駅員詰所、メトロカード自動券売機 (72丁目北側、ブロードウェイ南北線間の駅舎にエレベーター) |
| P ホーム階 | 北行緩行線                                 | ← ヴァン・コートラント・パーク-242丁目駅行き（79丁目駅） ← 深夜帯：ウェイクフィールド-241丁目駅行き（79丁目駅）                                                                                        |
| P ホーム階 | 島式ホーム、到着番線に応じた側の扉が開く。 | |
| P ホーム階 | 北行急行線                                 | ← 深夜帯以外：ウェイクフィールド-241丁目駅行き（96丁目駅） ← ハーレム-148丁目駅行き（96丁目駅） |
| P ホーム階 | 南行急行線                                 | → 深夜帯以外：ブルックリン・カレッジ駅行き（タイムズ・スクエア-42丁目駅）→ 深夜帯以外：ニューロッツ・アベニュー駅行き（タイムズ・スクエア-42丁目駅）→ 深夜帯：タイムズ・スクエア-42丁目駅行き（終点）→ |
| P ホーム階 | 島式ホーム、到着番線に応じた側の扉が開く。 | |
| P ホーム階 | 南行緩行線                                 | → サウス・フェリー駅行き（66丁目-リンカーン・センター駅）→ 深夜帯：ブルックリン・カレッジ駅行き（66丁目-リンカーン・センター駅）→                                                                      |

駅は島式ホーム2面と緩行線2線・急行線2線を有した地下駅である。

### 出口
駅には次の2箇所に駅舎があり、どちらも入出場に対応している。
- ブロードウェイと西72丁目、アムステルダム・アベニューの交差点北側、ブロードウェイとアムステルダム・アベニュー中間、新駅舎[5]
- ブロードウェイと西72丁目、アムステルダム・アベニューの交差点南側、ブロードウェイとアムステルダム・アベニュー中間、旧駅舎[5]

駅北端の新駅舎側改札口は南北ホームからそれぞれ階段2つとエレベーター1機が接続している。改札階では改札内において南北ホームからの通路が合流するため南北ホーム間を改札内で行き来することが可能である。改札口は駅舎北側と南側の2箇所に分かれており、どちらも回転式改札機があり南側改札口のみきっぷ売り場もある。なお、当駅はこの新駅舎側改札口を利用する場合のみエレベーターで地上からホームまで行くことが可能である。また、こちらの改札口にはロバート・ヒックマンの製作したアートワーク『Laced Canopy』が飾られている。このモザイクアートは、正しい角度から見ると模様の繋ぎ目がジュゼッペ・ヴェルディ作曲のオペラ『リゴレット』の楽譜の一部に見えるようになっている。
駅南側の旧駅舎側改札口へは北行ホームから階段が3つ、南行ホームから階段が2つ接続している。こちらの改札口は駅舎北側の改札口が北行ホーム、南側の改札口が南行ホームと独立しており改札内で南北ホーム間を行き来することはできない。北行ホーム側改札口は無人で回転式改札機があり、南行ホーム側改札口には回転式改札機3機がある。

## 画像

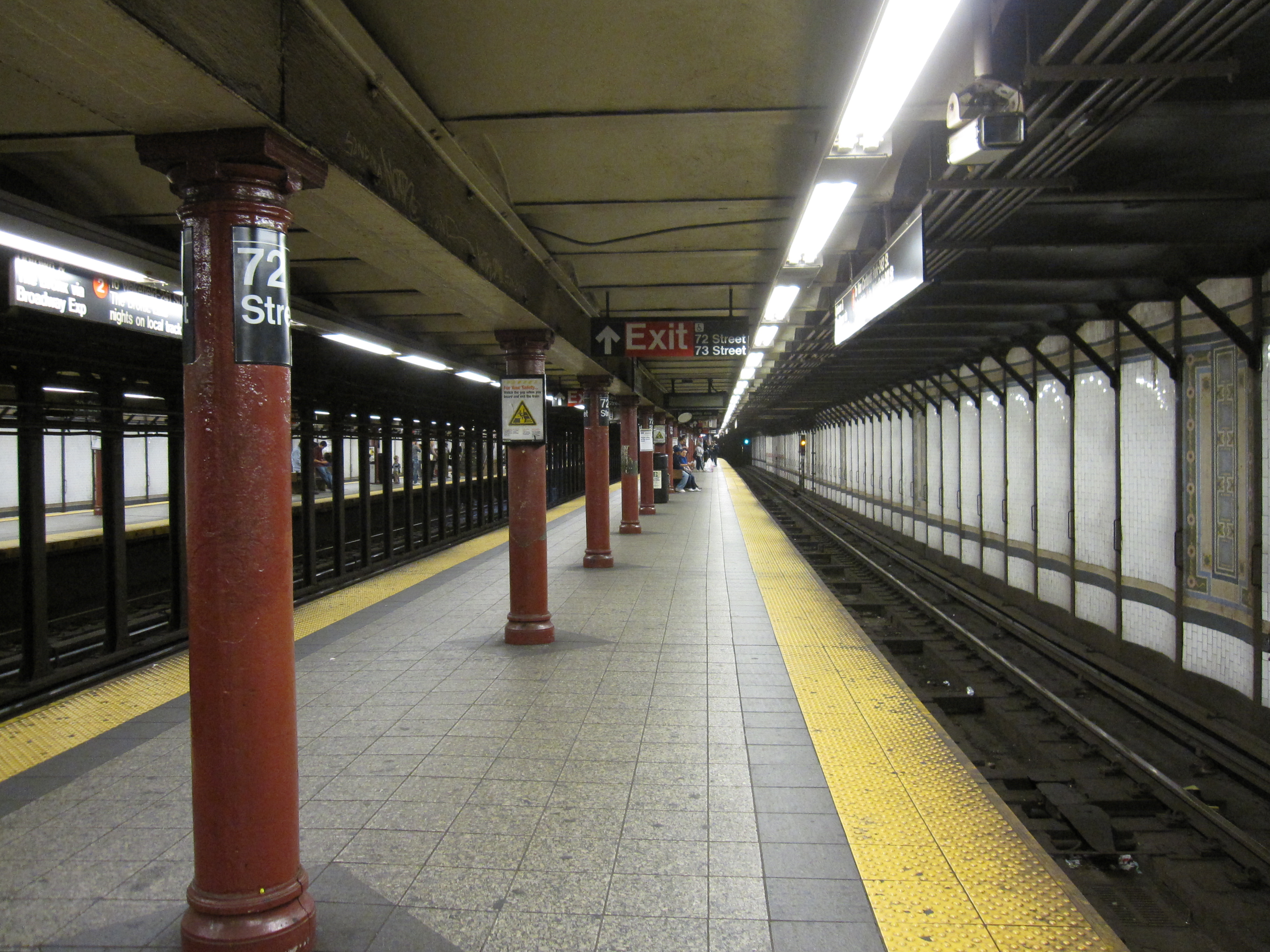
北行ホーム
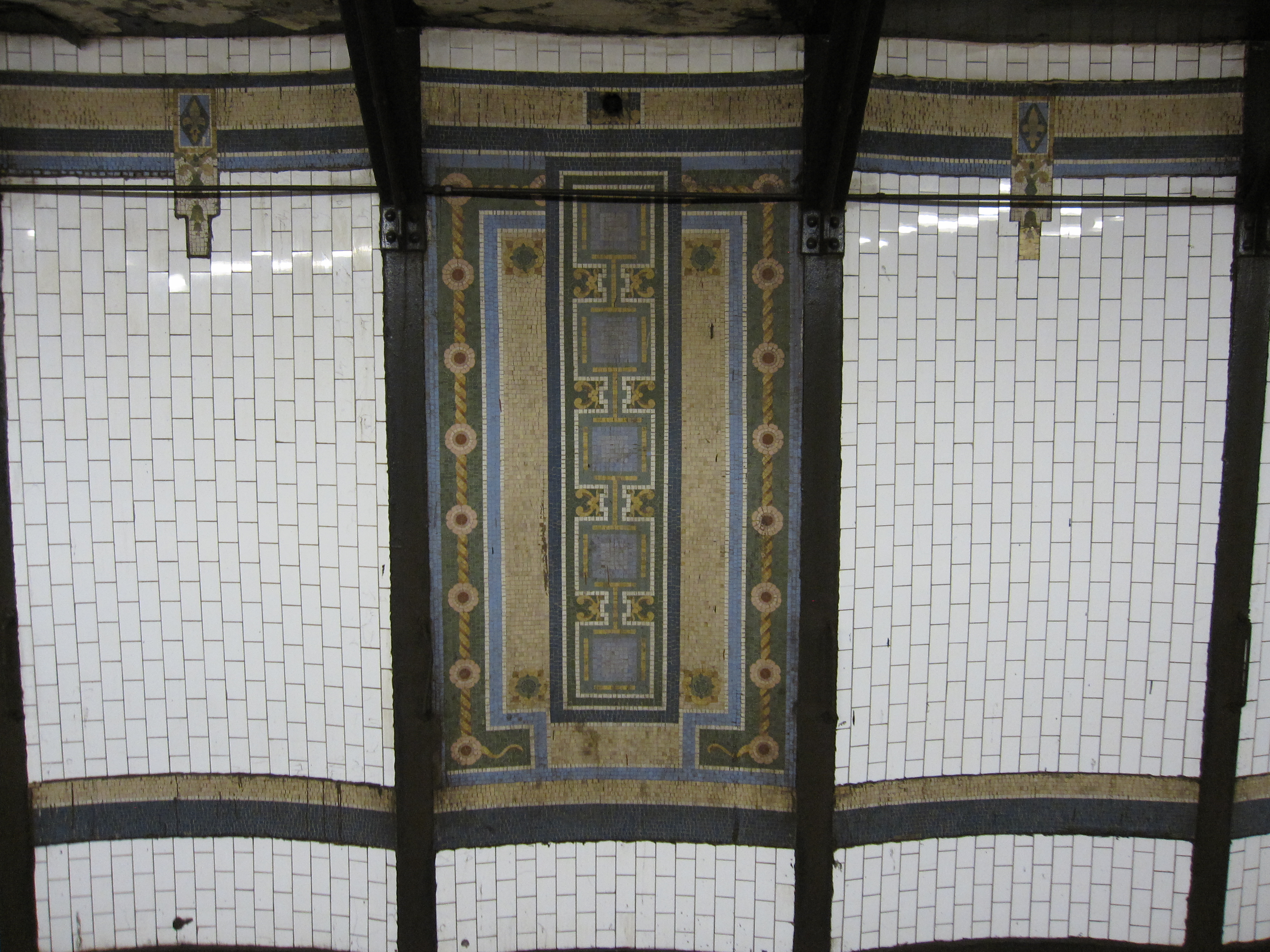
IRTのモザイクタペストリー
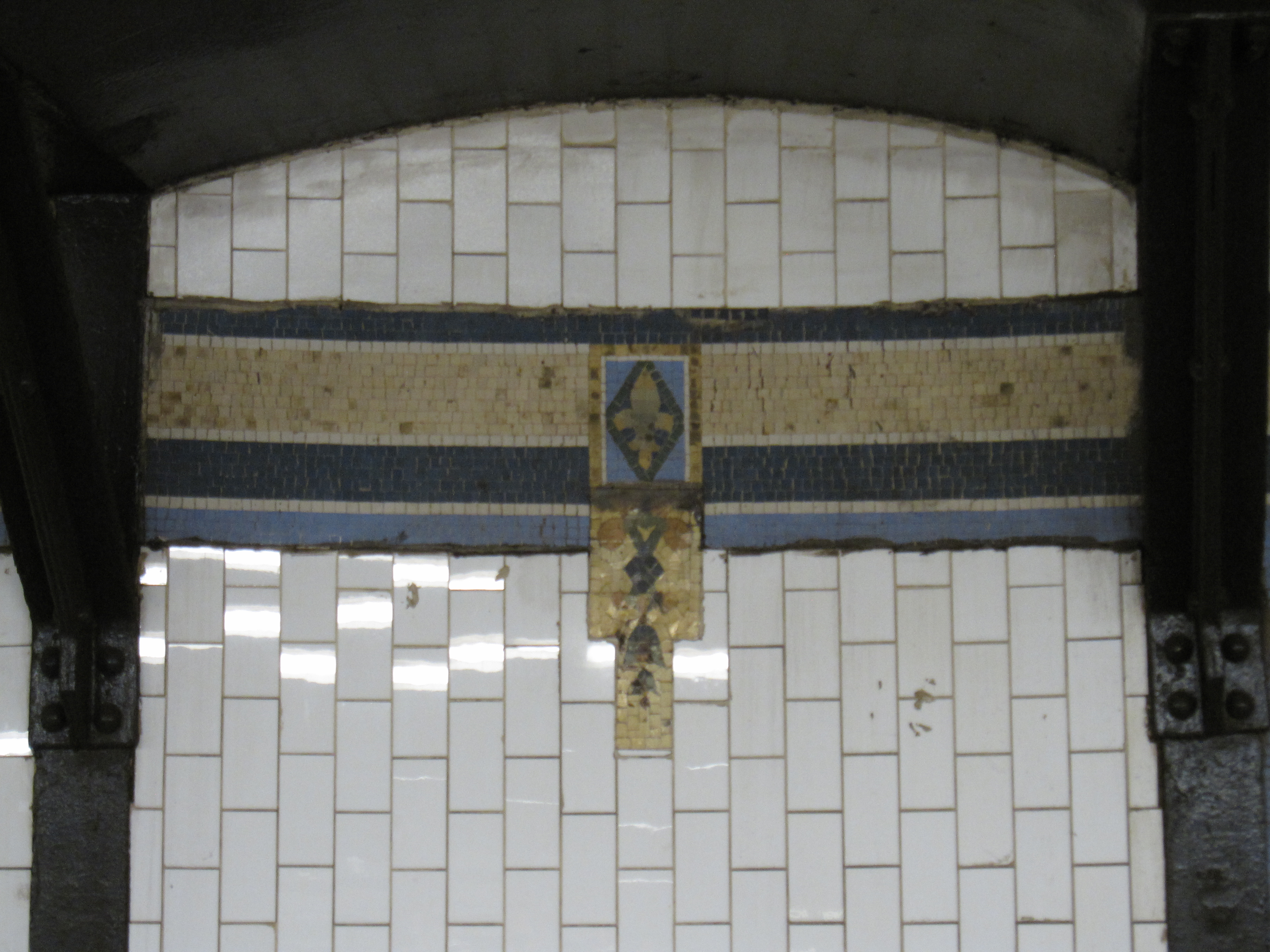
壁面に施されたフルール・ド・リスの装飾
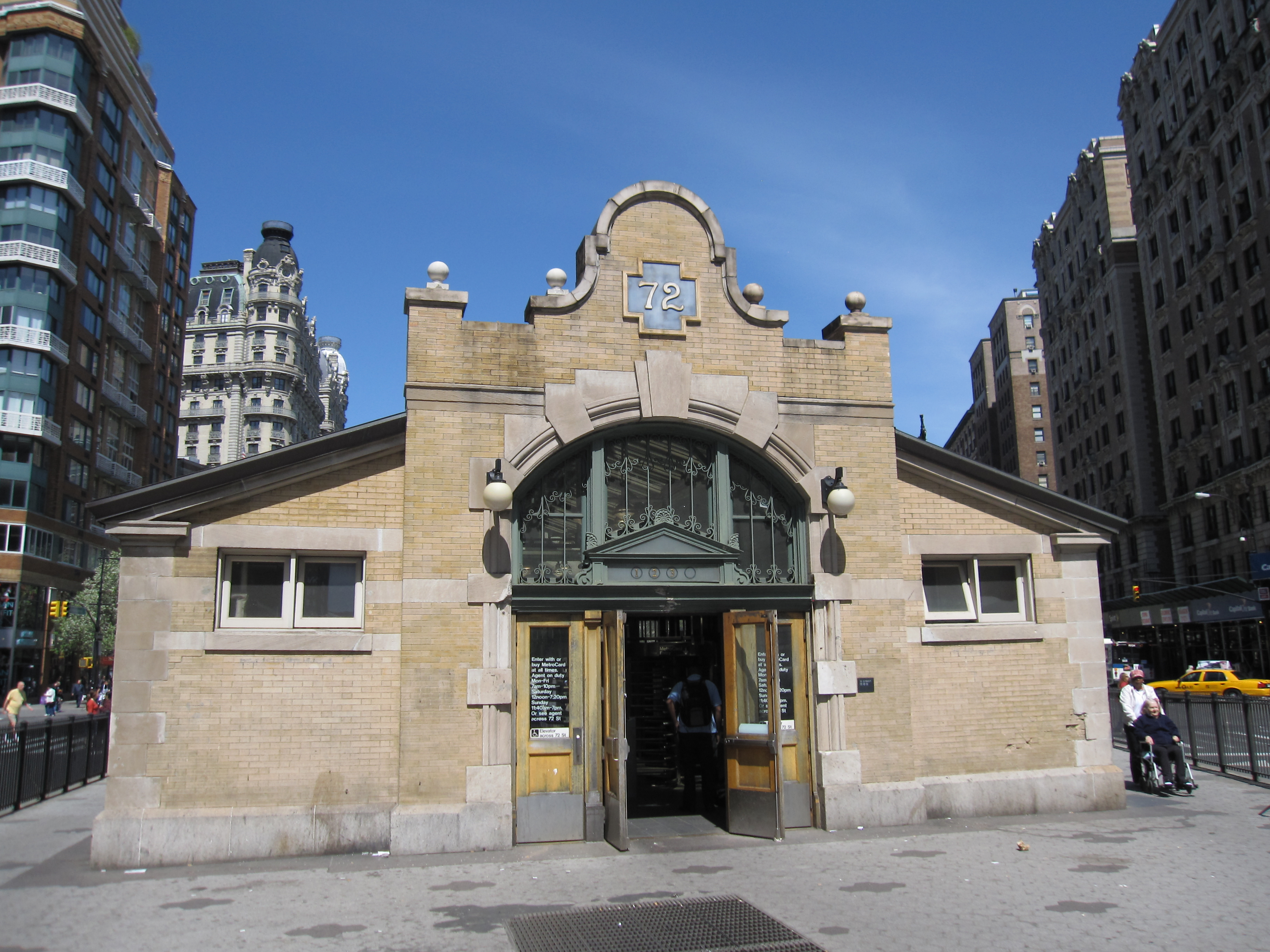
旧駅舎
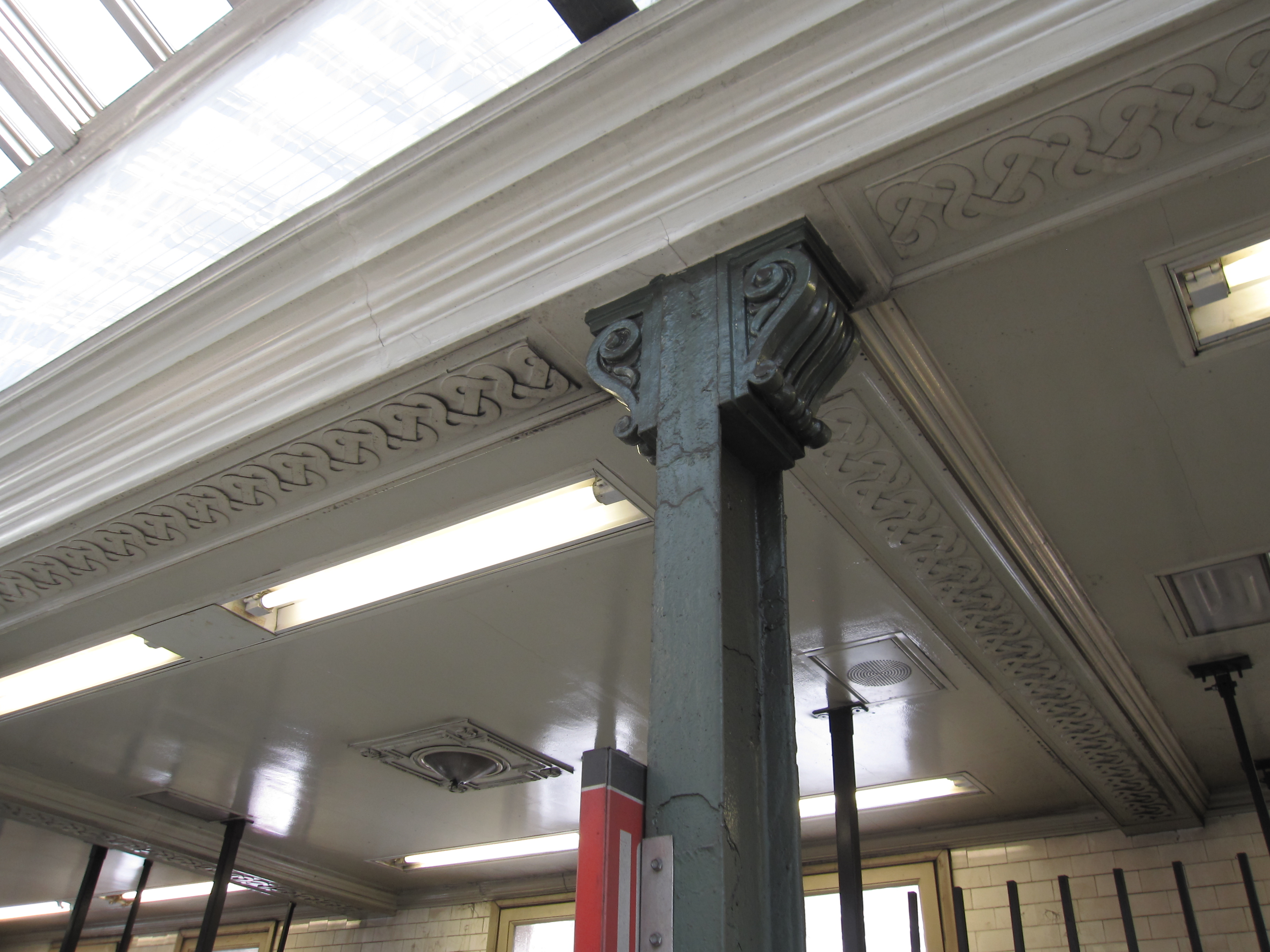
旧駅舎の古い照明と天井に施された装飾
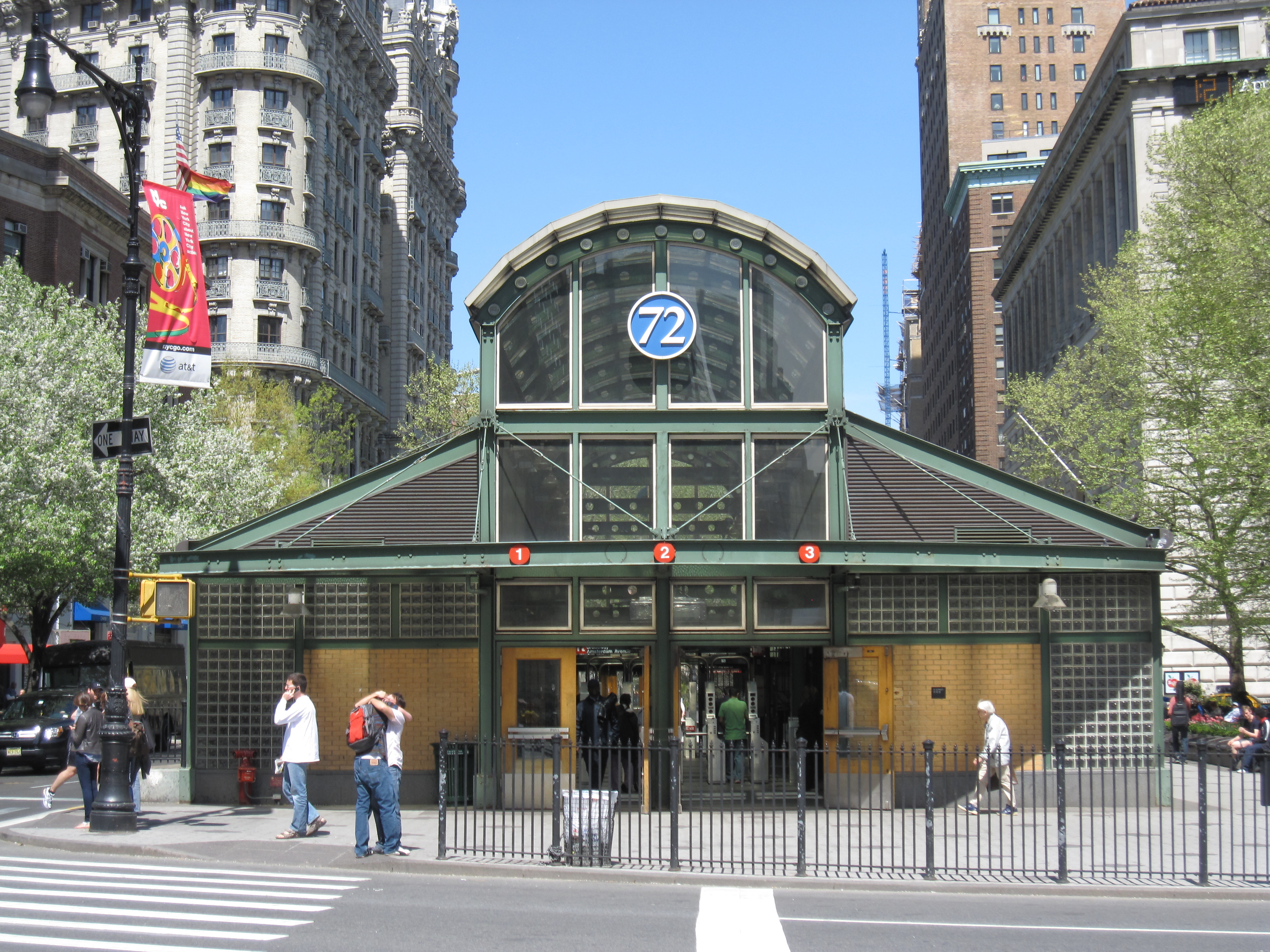
新駅舎
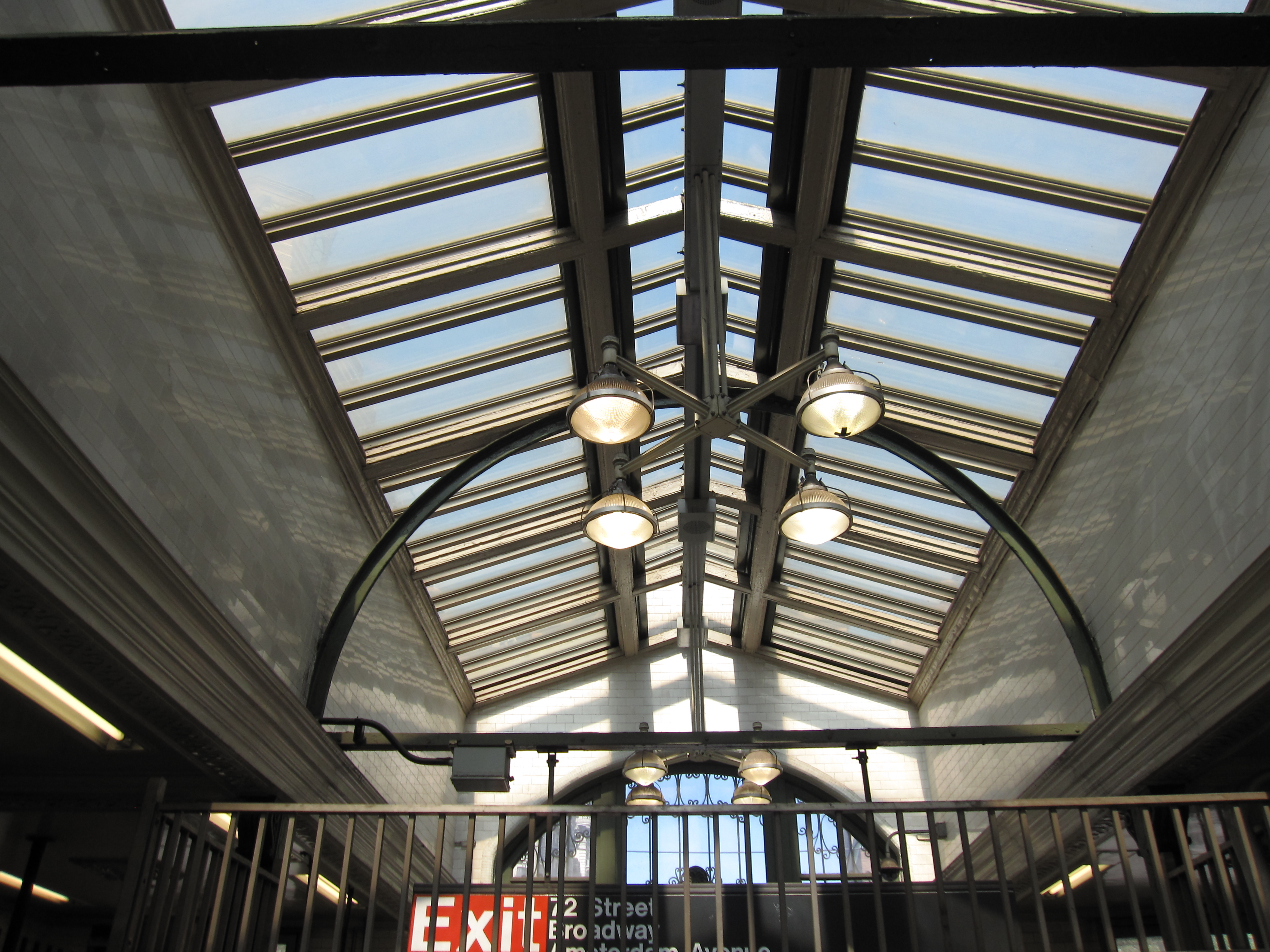
新駅舎内部